# 1946 في إسبانيا
فيما يلي قوائم الأحداث التي وقعت خلال عام 1946 في إسبانيا.

## سياسة

### انتهاء فترة المنصب
- 1 يناير – لويس كاريرو بلانكو عضو المحاكم الفرانكوية  [لغات أخرى]‏.
- 24 أبريل – ألفارو دي فيجويرا وتورس عضو المحاكم الفرانكوية  [لغات أخرى]‏.

## رياضة
- 1 يناير – طواف إسبانيا 1946

## مواليد

### يناير
- 21 يناير – ميغيل رينا لاعب كرة قدم إسباني.

### فبراير
- 1 فبراير – خوسيه بيسارودونا
- 10 فبراير – نيميسيو خيمينيز درّاج طريق إسباني.
- 13 فبراير – بيلار بايير إسانت رياضياتية إسبانية.
- 22 فبراير – مارتن مارتينيز دراج إسباني.
- 25 فبراير – خوسيه أنطونيو غونزاليس سياسي إسباني.

### مارس
- 19 مارس – بيغاس لونا
- 23 أغسطس – مارسيال بينا لاعب كرة قدم إسباني.

### يوليو
- 26 يوليو – إيميليو دي فيلوتا

### أغسطس
- 23 أغسطس – مارسيال بينا لاعب كرة قدم إسباني.

### أكتوبر
- 31 أكتوبر – غريغوريو بينيتو لاعب كرة قدم إسباني.

### ديسمبر
- 5 ديسمبر – خوسيه كاريراس
- 20 ديسمبر – أيتو غارسيا رنسيس لاعب كرة سلة إسباني.

## وفيات

### نوفمبر
- 15 نوفمبر – مانويل دي فايا (مواليد 1876) ملحن إسباني.